# Megalestes omeiensis
Megalestes omeiensis – gatunek ważki z rodziny Synlestidae.